# Limnophyton obtusifolium
Espèce
Classification phylogénétique
Statut de conservation UICN

 LC  : Préoccupation mineure
Limnophyton obtusifolium est une espèce de plante herbacée de la famille des Alismataceae. On la trouve en Afrique et en Asie tropicale.

## Synonyme
- Sagittaria obtusifolia L.